# Білл Річардсон
Вільям Блейн «Білл» Річардсон III (англ. William Blaine «Bill» Richardson III; 15 листопада 1947, Пасадена, Каліфорнія — 1 вересня 2023, Чатгем, Массачусетс) — американський політик, був 30-им губернатором штату Нью-Мексико з 2003 по 2011, міністром енергетики в адміністрації Клінтона з 1998 по 2001 та послом США в Організації Об'єднаних Націй з 1997 по 1998. Член Палати представників від Нью-Мексико з 1983 по 1998.